# Regino Boti
Regino Boti León (Guantánamo, Cuba, 26 de abril de 1923-La Habana, Cuba, 11 de julio de 1999) fue un economista cubano que se desempeñó como el primer ministro de Economía de la Revolución Cubana en 1959.

## Biografía
Regino Boti León fue hijo del famoso poeta Regino Eladio Boti y Barreiro. Se recibió en leyes en la Universidad de La Habana y obtuvo luego un máster en economía en la Universidad de Harvard. 
De ideas desarrollistas fue uno de los fundadores de la Comisión Económica para América Latina y el Caribe, CEPAL, de las Naciones Unidas en 1949.
Apoyó al Movimiento 26 de Julio de Fidel Castro desde 1956, en México, con el fin de derrocar a la dictadura de Fulgencio Batista.
Cuando la revolución triunfó el 1 de enero de 1959 Boti fue elegido para integrar el primer gabinete como Ministro de Economía, siendo Presidente Manuel Urrutia Lleó y primer ministro José Miró Cardona.
Desde 1960, fecha de su creación, hasta mediados de 1964, dirigió el JUCEPLAN (Junta Central de Planificación).
Entre 1980 y 1999 se desempeñó como Vicepresidente y asesor de la empresa CIMEX.
En 1998 recibió el Premio Nacional de Economía en su primera edición, siendo el primer economista galardonado con ese reconocimiento.

## Publicaciones
- Regino Boti y Felipe Pazos, «Algunos aspectos del desarrollo económico de Cuba», Revista Bimestre Cubana 75, julio-diciembre de 1958, pp. 257-58, 265-68.